# Reisseronia
Reisseronia é um gênero de mariposa pertencente à família Acrolophidae.